# 7322-es mellékút (Magyarország)
A 7322-es számú mellékút egy bő hat kilométeres hosszúságú, négy számjegyű mellékút Veszprém vármegye nyugati részén; Somlóvásárhelyet kapcsolja össze részint Devecserrel, részint a 8-as főúttal.

## Nyomvonala
A 7324-es útból ágazik ki, kicsivel az első kilométere után, Devecser központjában. Belterületi szakasza a Vásárhelyi utca nevet viseli, és kisebb irányváltásoktól eltekintve végig nagyjából nyugat felé halad. Másfél kilométer után hagyja el Devecser utolsó házait, és 3,5 kilométer megtétele után lép Somlóvásárhely területére. Kicsivel a 4+300-as kilométerszelvénye előtt északnak fordul és keresztezi a Torna-patakot, majd beér a község házai közé, ahol előbb Aradi utca, majd Táncsics utca, a falu központjában álló templomot elhagyva pedig Somlai utca a neve. 6. kilométere táján elhalad a MÁV 20-as számú Székesfehérvár–Szombathely-vasútvonalának Somlóvásárhely megállóhelye mellett, majd keresztezi a vágányokat. Itt ismét északnak fordul és a 8-as főútba csatlakozva ér véget, annak 97+850-es kilométerszelvénye közelében. Teljes hossza, az országos közutak térképes nyilvántartását szolgáló kira.gov.hu adatbázisa szerint 6,177 kilométer.

## Hídjai
Egy jelentősebb hídja van, a Torna-patak hídja a 4+303 kilométerszelvényben, amely 1966-ban épült.